# Антоніо Борреро
Антоніо Марія Вісенте Нарсісо Борреро-і-Кортасар (29 жовтня 1827 — 9 жовтня 1911) — еквадорський політик, віце-президент (1863—1864) і президент країни (1875—1876).

## Життєпис
Початкову освіту здобував у рідному місті. Ступінь з права отримав у Кіто. Очолював країну упродовж короткого терміну (трохи більше року), після чого був усунутий від влади в результаті заколоту на чолі з Ігнасіо Веїнтемільєю. Згодом був висланий з країни й довго проживав у Перу та Чилі. Після повалення режиму Веїнтемільї 1883 року Борреро зміг повернутись на батьківщину, де мав юридичну практику, а також працював журналістом, писав книжки.
Його адміністрація підтримувала вільні вибори, свободу преси й гарантувала особисті права.